# A szólista
A szólista (eredeti cím: The Soloist) 2009-es filmdráma, amelyet Joe Wright rendezett. A főszerepekben Jamie Foxx és Robert Downey Jr. látható. A film Nathaniel Ayers igaz történetén alapul. Amerikában 2009. április 24-én mutatták be. A kritikusoktól vegyes kritikákat kapott, és 38 millió dolláros bevételt hozott a 60 millió dolláros költségvetéssel szemben.

## Rövid történet
Egy újságíró összebarátkozik egy tehetséges, hajléktalan utcazenésszel. Nagy hatással van rá az élete, ezért ír egy kritikailag elismert cikksorozatot.

## Szereplők
- Jamie Foxx: Nathaniel Ayers
  - Justin Martin: fiatal Nathaniel Ayers
- Robert Downey Jr.: Steve Lopez
- Catherine Keener: Mary Weston
- Tom Hollander: Graham Claydon
- Lisa Gay Hamilton: Jennifer
- Nelsan Ellis: David Carter
- Rachael Harris: Leslie Bloom
- Stephen Root: Curt Reynolds
- Lorraine Toussaint: Flo Ayers
- Octavia Spencer: nő
- Jena Malone: technikus
- Lemon Andersen: Tommy nagybácsi
- Noel G.: rendőr
- Artel Great: Leon

## Háttér
A film Nathaniel Ayers zenész igaz történetén alapul, aki szkizofrén és hajléktalan lett. A film rendezője Joe Wright, írója pedig Susannah Grant. Alapjául a Los Angeles Times rovatai szolgáltak. Steve Lopez, a Los Angeles Times írója e rovatokban írt Nathaniel Ayers Jr.-ról; ezeket később a The Soloist című könyvben közölték. A könyv 2008 tavaszán jelent meg. A film 60 millió dollárból készült. A forgatás 2008 januárjában kezdődött. Leginkább Los Angelesben forgattak, de egyes jeleneteket Clevelandben vettek fel.

## Fogadtatás
A film megosztotta a kritikusokat. A Rotten Tomatoes honlapján 57%-ot ért el 207 kritika alapján, és 5.95 pontot szerzett a tízből. A Metacritic honlapján 61 pontot szerzett a százból, 33 kritika alapján. A CinemaScore oldalán átlagos minősítést kapott.
A kritikusok ugyan pozitívan értékelték Robert Downey Jr. és Jamie Foxx játékát, de kritizálták a megkapó történet hiányát.
Roger Ebert így nyilatkozott a filmről: "A történet megragadó, a színészek rendben vannak, de nem voltam biztos abban, mit érezzek."

## Filmzene
A filmzenei album 2009. április 21-én jelent meg.
| 1.    | Pershing Square         | Dario Marianelli | 0:48  |
| 2.    | Crazy About Beethoven   | Dario Marianelli | 2:01  |
| 3.    | Paper Mache World       | Dario Marianelli | 1:33  |
| 4.    | A City Symphony         | Dario Marianelli | 3:41  |
| 5.    | This Is My Apartment    | Dario Marianelli | 1:54  |
| 6.    | There Is No Escape      | Dario Marianelli | 1:36  |
| 7.    | Falling Apart           | Dario Marianelli | 1:10  |
| 8.    | Four Billion Years      | Dario Marianelli | 2:54  |
| 9.    | Nathaniel Breaks Down   | Dario Marianelli | 5:31  |
| 10.   | Accordion Interlude     | Dario Marianelli | 2:07  |
| 11.   | The Lord's Prayer       | Dario Marianelli | 3:12  |
| 12.   | The Voices Within       | Dario Marianelli | 2:09  |
| 13.   | Sister                  | Dario Marianelli | 5:34  |
| 14.   | Cello Lesson            | Dario Marianelli | 2:27  |
| 15.   | Mr. Ayers And Mr. Lopez | Dario Marianelli | 11:10 |
| 47:47 |                         |                  |       |